# Andrena laghmana
Andrena laghmana is een vliesvleugelig insect uit de familie Andrenidae. De wetenschappelijke naam van de soort is voor het eerst geldig gepubliceerd in 1974 door Warncke.